# Gourbe
La Gourbe est une rivière française de Normandie, affluent de la Mayenne en rive droite, dans le département de l'Orne.

## Géographie
La Gourbe prend sa source dans la commune de Joué-du-Bois et prend la direction du nord-ouest. Elle réoriente rapidement son cours vers le sud-ouest sous le nom de ruisseau du Moulin de la Chaux en bordant le territoire de La Chaux, puis prend le nom de Gourbe en arrivant sur La Motte-Fouquet. Elle se joint aux eaux de la Mayenne à Méhoudin, après un parcours de 24,4 km à l'est du pays d'Andaine.

## Communes et cantons traversés
Dans le seul département de l'Orne, La Gourbe traverse huit communes et deux cantons :
- dans le sens amont vers aval : Joué-du-Bois (source), La Chaux, La Motte-Fouquet, Magny-le-Désert, Saint-Patrice-du-Désert, Antoigny, Saint-Ouen-le-Brisoult, Méhoudin (confluence).

Soit en termes de cantons, la Gourbe prend source dans le canton de Carrouges  et conflue dans le canton de La Ferté-Macé, le tout dans le seul arrondissement d'Alençon.

## Bassin et affluents
Le bassin versant de la Gourbe est de forme approximativement triangulaire, les angles étant au nord-ouest, à l'est et au sud-ouest. Il est voisin de deux autres affluents de la Mayenne : la Vée à l'ouest et le Tilleul à l'est. Au nord, il est limitrophe du bassin de l'Orne par ses affluents la Rouvre (au nord-est) et l'Udon (au nord-est). Le confluent avec la Mayenne est au sud du bassin.

## Hydrologie
La Gourbe a été observée de 1972 à 1977, soit sur 5 ans, à la station M3034010 de Saint-Ouen-le-Brisoult, pour un bassin versant de 71,7 km2 - soit 50 % du bassin versant total - et à 138 m d'altitude. Le débit moyen s'établit à 0,74 m3/s, avec un maximum annuel de 1,68 m3/s en février et un minimum à 0,13 m3/s en août.
L'organisme gestionnaire est l'EPTB Loire.